# Sailor Moon-videójátékok listája
Az alábbi szócikk a különböző platformokra megjelent Sailor Moon-tematikájú videojátékokat mutatja be, időrendi sorrendben. Ezek jelentős része japánban került kizárólagos forgalmazásra, fejlesztője pedig kisebb részben a Bandai, nagyobb részben az Angel.

## Játékok

### Sailor Moon
Az első játék, a Sailor Moon (美少女戦士セーラームーン) 1993-ban jelent meg az Angel fejlesztésében SNES-re és Sega Mega Drive-ra. Japánban jelent meg, de készült belőle egy francia változat is. Döntően az anime sorozat első évadára épült. Játszható karakterként az öt holdharcos volt megadva, főellenségekként pedig két szörny, Zolsite, Kunzite, Endymion, és Beryl bukkantak fel.
A Gazelle/Banpresto fejlesztésében 1995-ben a játék elkészült játéktermi változatban is.

### Sailor Moon R
Még 1993-ban megkapta a játék SNES-re a folytatását. A programot a Bandai fejlesztette, akik felfrissítették az előző rész grafikáját. A második évadra építve a választható karakterek közé bekerült Csibiusza, a főellenségek pedig Smaragd, Zafír, Rubin, és Gyémánt herceg voltak. Akárcsak az első rész, ez is egy akciójáték volt.

### Sailor Moon S
1994 végén jelent meg az Angel kiadásában SNES-re. Ebben volt egy egyjátékos sztorimód, mely a harmadik évadot követte (s benne voltak a külső holdharcosok is), de egyszerre ketten is lehetett játszani, sőt volt benne bajnokság mód, amiben a harcosok egymással küzdhettek meg, két játékos esetén.
Egy hasonló játék, ugyanezzel a címmel megjelent a 3DO játékplatformjára is, immár CD-s formátumban. A harmadik évadra épült, de döntően akciójáték volt ez is.

### Sailor Moon: Another Story
Az eddigi játékokkal szemben ez egy vérbeli szerepjátéknak készült. Több harcos is mozoghat benne egyszerre, akik aztán segíthetnek egymásnak. Mind a tíz holdharcos szerepel a játékban, de egyszerre csak öttel kalandozhatunk. Nagyjából a harmadik és a negyedik évad között játszódik, s merít a manga (Super Sailor Chibi Moon) és az anime (az Álarcos Férfi rózsadobása) egyedi jellemzőiből. A játék SNES-re jelent meg, és csak japánban, noha készült rajongói fordítása. A történet szerint egy gonosz nő érkezik vissza a 30. századból, hogy megváltoztassa a történelmet, és ehhez feltámasztja az eddig halottnak hitt ellenségeket is.

### Sailor Moon SuperS
Hasonlóképpen az Angel előző játékához, a Bandai is verekedőset készített, a negyedik évadra építve, SNES-re, 1996-ban. Grafikailag átszabott verziója megjelent PlayStationre és Sega Saturnra.

### Sailor Moon: La Luna Splende
2011-ben az Olaszországban megnövekedett népszerűség hatására Nintendo DS platformra új játék fejlesztését kezdték meg. A "La Luna Splende" az eddigiek alapján az első évadot dolgozza fel, platformjáték stílusban.